# الناصره
الناصرة یک منطقهٔ مسکونی در سوریه است که در استان حمص واقع شده‌است.

## خصوصیات
الناصرة ۸۳۵ نفر جمعیت دارد.